# Dhivehi Premier League 2021-22
La Dhivehi Premier League 2021-22, también conocida coma Ooredoo Dhivehi Premier League por razones de patrocinio, fue la edición número 7 de la Dhivehi Premier League, la primera división del fútbol profesional de Maldivas. La temporada regular comenzó el 16 de febrero de 2022.

## Equipos
Después de que la temporada 2020-2021 se interrumpiera debido a la pandemia de Covid-19, la temporada 2022 comenzó el 16 de febrero de 2022 con los mismos participantes. El campeonato se desarrolló en tres rondas y finalizó el 1 de agosto de 2022. Los dos últimos compitieron en un mini campeonato con los dos primeros del grupo de Segunda División para determinar los dos clubes que clasifican a Primera División.
| Equipo         | Región        |
| -------------- | ------------- |
| Eagles         | Maafannu      |
| Green Streets  | Machchangolhi |
| Valencia       | Machchangolhi |
| Da Grande      | Maafannu      |
| Maziya         | West Maafannu |
| Super United   | Machchangolhi |
| TC Sports Club | Henveiru      |
| United Victory | Galolhu       |

## Clasificación
|                                                                            | Equipo                            | J  | G  | E | P  | GF | GC | DG | Puntos |
| -------------------------------------------------------------------------- | --------------------------------- | -- | -- | - | -- | -- | -- | -- | ------ |
| 1                                                                          | Maziya Sports and Recreation Club | 21 | 20 | 0 | 1  | 85 |    | 5  | 60     |
| 2                                                                          | Eagles                            | 21 | 15 | 1 | 5  | 38 |    | 28 | 46     |
| 3                                                                          | Club Valencia                     | 21 | 10 | 2 | 9  | 29 |    | 39 | 32     |
| 4                                                                          | Green Streets                     | 21 | 9  | 3 | 9  | 31 |    | 35 | 30     |
| 5                                                                          | Green Streets                     | 21 | 8  | 4 | 9  | 27 |    | 30 | 28     |
| 6                                                                          | United Victory                    | 21 | 7  | 5 | 9  | 26 |    | 39 | 26     |
| 7                                                                          | Super United Sports               | 21 | 4  | 3 | 14 | 22 |    | 48 | 15     |
| 8                                                                          | Da Grande                         | 21 | 1  | 2 | 18 | 16 |    | 50 | 5      |
| Fuente: Página de la temporada completa en RSSSF; actualización automática |                                   |    |    |   |    |    |    |    |        |